# Вибонати
Вибонати (итал. Vibonati) — коммуна в Италии, располагается в регионе Кампания, в провинции Салерно.
Население составляет 3018 человек, плотность населения составляет 151 чел./км². Занимает площадь 20 км². Почтовый индекс — 84079. Телефонный код — 0973.
Покровителем коммуны почитается святой Антоний Великий. Праздник ежегодно празднуется 17 января.